# Сипакна
Сипакна (киче Zipacna, англ. Zipacna) — мифический великан из древнемайянского эпоса Пополь-Вух, старший сын Вукуб-Какиша и брат Кабракана. Носил титул «создателя гор». В эпосе известен убийством 400 юношей, которые после смерти превратились в созвездие Плеяд. Был заманен и убит в пещере (по другому прочтению в ущелье) в горе Меауан близнецам-героями Хунахпу и Шбаланке. Подобно своим родственникам, отличался высокомерием и жестокостью. Сипакна часто изображался в виде крупного каймана. Гордился своей способностью создавать горы.

## 400 юношей
В Пополь-Вух рассказывается история о том, что однажды Сипакна загорал на пляже и в этот момент его потревожили 400 юношей (возможно, название богов-покровителей алкоголя), которые пытались построить хижину. Во время строительства хижины они срубили для центрального опорного столба большое дерево, но не смогли его поднять. Обладающий огромной силой великан Сипакна предложил донести за них дерево к месту стройки, на что юноши согласились. И хотя Пополь-Вух трактует поступок Сипакны как жест доброй воли, комментаторы считают это проявлением высокомерия и насмешки над бессилием молодых воинов.
Юноши решили, что нельзя позволять одному человеку владеть такой силой и решили убить Сипакну. Они попросили великана вырыть яму для опорного столба, намереваясь швырнуть туда столб и тем самым убить Сипакну. Однако Сипакна разгадал их план и в самом низу ямы вырыл боковой тоннель, куда и спрятался от бревна. Чтобы убедить юношей в своей смерти, он громко закричал, а также позволил муравьям вынести на поверхность отрезанные волосы и ногти, тем самым убедив юношей в своей смерти.
На третий день после предполагаемого убийства Сипакны юноши завершили строительство хижины и решили отметить оба события приготовлением вина и большой попойкой. После того, как пьяные юноши заснули, Сипакна вылез из ямы, благодаря своей огромной силе повалил опорный столб и обрушил хижину, убив всех находящихся там юношей. После своей смерти юноши попали на небеса и превратились в рассеянное звездное скопление Плеяды.

## Близнецы-герои
Два божественных близнеца-героя Хунахпу и Шбаланке решили отомстить Сипакне за смерть 400 юношей и одновременно избавить мир от высокомерных богов. Они изготовили внешне неотличимый от настоящего макет краба и спрятали его в глубоком ущелье (по другой версии, в пещере). Затем они разыскали на пляже Сипакну, который безуспешно охотился на крабов и был очень голоден. Близнецы рассказали великану, что видели огромного краба, и обрадованный Сипакна пошел за ними. Увидев краба, Сипакна попытался залезть в пещеру, после чего при помощи неназванных магических средств гора обрушилась на великана, либо убив его, либо, по другой версии, превратив его в камень.

## В массовой культуре

Сипакна (звездные врата)

- Сипакна появился в роли гоаулда в телесериале Звездные врата SG-1 (его сыграл Кевин Дюранд)[5]. Впервые он появился в эпизоде 3 сезона «Притворство», где Тилк описал его как «одного из самых преданных подчиненных Апофиса».
- Сипакна — печально известный монстр из игры SquareEnix Final Fantasy XI во дворце Велуганнон. Он роняет предмет, который использовался для создания одного из стражей Неба Генбу (черной черепахи или чёрного воина Севера).
- Сипакна — главный герой сюжетной линии веб-комикса «Бесы Люси Фурр». Он бродит по округе и пытается собрать других богов, чтобы вызвать предсказанный календарем майя «Конец света».
- В книге Луи Л’Амура 1987 года «Чертова гора» главный герой Майк Раглан обнаруживает, что анасази или «Обитатели скал» (которые когда-то населяли регион Четырёх углов на юго-западе Америки) перед своим исчезновением прошли через дверь в параллельный мир, которым правят существо под названием «Рука» и повелители Шибальбы (иногда пишется как Шибальба). Главный антагонист среди них (кроме Руки, которую никто никогда не видел) был известен как Сипакна. Сипакна проиграл в борьбе, однако его дальнейшая судьба осталась неизвестной, как и противостоящего ему лидера повстанцев среди людей Хунакпу. По некоторым предположениям (которые так и не подтвердились) Рукой был сам Сипакна.
- В «The Shadow Crosser» (окончании третьей части книги «Бегущий за бурей» Ж. К. Сервантеса) был второстепенный персонаж под именем Сипакна (писался как Sipacna).